# Nico (cantante)
Nico, pseudonimo di Christa Päffgen (Colonia, 16 ottobre 1938 – Ibiza, 18 luglio 1988), è stata una cantautrice, attrice e modella tedesca.
Conosciuta anche con il soprannome di "Sacerdotessa delle Tenebre", per le atmosfere gotiche e decadenti dei suoi brani, unite alla sua caratteristica voce profonda, è considerata la progenitrice del gothic rock.
Considerata la musa dei Velvet Underground e del loro produttore Andy Warhol, la cantante tedesca raggiunse i primi riconoscimenti come collaboratrice del gruppo partecipando all'album The Velvet Underground & Nico come cantante dei brani Femme Fatale, All Tomorrow Parties e I'll Be your Mirror. La sua avventura con i Velvet ebbe vita breve, e nel 1967 si avviò alla carriera solista.
Come solista, i suoi album più celebri sono The Marble Index del 1968 e Desertshore del 1970, spesso considerato dalla critica il suo capolavoro, entrambi prodotti da John Cale.
Degna di nota è la sua carriera cinematografica. Prese infatti parte a diversi film sperimentali di Warhol ( Nico/Antoine, The Closet, Chelsea Girls, Sunset, I, a Man, Imitation of Christ) degli anni sessanta e a pellicole di Federico Fellini (La dolce vita), Philippe Garrel (La cicatrice intérieure, Athanor, Les Hautes Solitudes, Un ange passe, Le Berceau de cristal, Voyage au jardin des morts, Le Bleu des origines), Jean Becker (Quello che spara per primo) e altri.

## Biografia

### Primi anni
Nacque a Colonia, nell'allora Germania nazista, domenica 16 ottobre 1938, da Wilhelm Päffgen, membro di una nota famiglia di birrai, e Margarete Schulze, detta Grete. Nel 1940 Colonia iniziò ad essere bombardata, quindi la madre sfollò con lei in un villaggio nella foresta della Sprea. Il padre morì in manicomio, dove fu ricoverato dopo aver subito danni cerebrali a causa di ferite riportate durante il servizio nella Wehrmacht. Nel 1946, dopo la fine della guerra, lei e la madre si trasferirono nella zona di Berlino occupata dagli statunitensi; Christa tornò a scuola ma lavorava anche come sarta. In seguito divenne commessa di lingerie nel grande magazzino KaDeWe.

Nico nel film La Dolce Vita di Federico Fellini

Quando aveva 14 anni e aveva smesso di studiare, la madre le trovò un lavoro parallelo come modella per un'agenzia di Berlino. Sfilando nello stesso grande magazzino dove lavorava, venne notata dal celebre fotografo Herbert Tobias. Durante un soggiorno a Ibiza Herbert Tobias, ispirato da un suo ex-amante, il regista Nico Papatakis, le suggerì di assumere il nome d'arte Nico. Verso la fine degli anni cinquanta si trasferì a Parigi, dove ebbe modo di accrescere la sua fama di modella, posando per riviste prestigiose come Vogue, Tempo, Vie Nuove, Mascotte Spettacolo, Camera, Elle e altre ancora. Fu poi questo il periodo in cui iniziò la carriera d'attrice con lo pseudonimo di Krista Nico.
Nel 1958 partecipò al film di Alberto Lattuada dal titolo La tempesta e nel 1959 al film Come prima, di Rudolph Maté. Ma il film più importante di questo periodo, ottenuto casualmente in quanto era solamente un'invitata sul set poi notata dal regista, fu sicuramente La dolce vita, di Federico Fellini, film del 1960, che la portò a trasferirsi a New York per frequentare la scuola di recitazione "Lee Strasberg's Method School", con l'intenzione di intraprendere una carriera d'attrice.
Verso la fine del 1961 ebbe una relazione con l'attore francese Alain Delon, che portò alla nascita, l'11 agosto 1962, di Christian Aaron Boulogne, all'anagrafe Ari Päffgen, (cui è dedicato il brano Ari's Song in The Marble Index), peraltro mai riconosciuto dallo stesso Delon. Fu invece cresciuto, dall'età di circa 2 anni, dalla nonna Édith Arnold, madre di Delon, la quale, visto il diniego del padre Alain a riconoscerlo, gli dette il cognome del suo secondo marito, Boulogne.
Nel 1964, a Londra, conobbe ed ebbe una breve relazione con Brian Jones, membro dei The Rolling Stones, ed ebbe l'occasione, per merito del chitarrista dei Led Zeppelin Jimmy Page, di registrare la sua interpretazione di I'm Not Sayin', brano di Gordon Lightfoot. A Parigi, conobbe, invece, il cantautore Bob Dylan, che scrisse per lei il brano I'll Keep It with Mine, presente poi nel primo album da solista di Nico, Chelsea Girl.
Dato il costante viaggiare per lavoro, Nico imparò a parlare correttamente l'inglese, l'italiano, lo spagnolo e il francese.

### La collaborazione con Andy Warhol e coi Velvet Underground

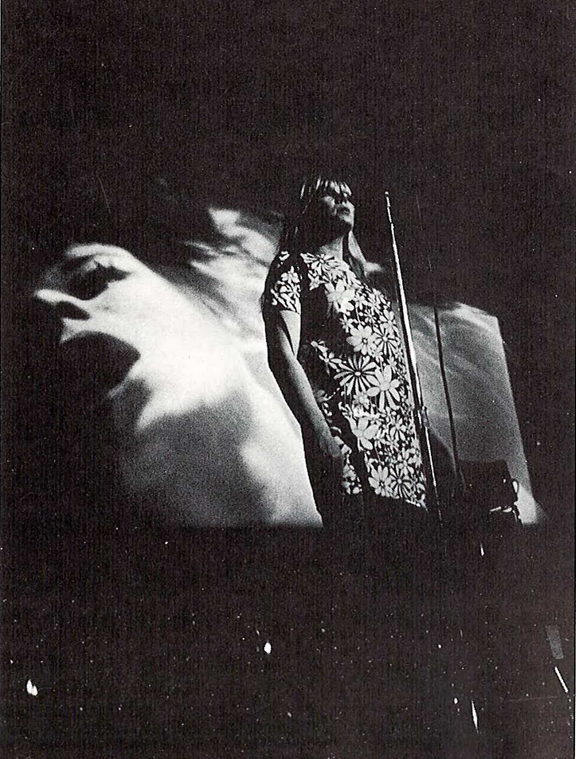
Nico durante l'Exploding Plastic Inevitable di Andy Warhol (1966)

Tramite Dylan, conobbe l'artista Andy Warhol, che la coinvolse come attrice in alcuni dei film sperimentali che stava girando in quel periodo. Cominciò a frequentare la Factory, collettivo di artisti che girava attorno al carisma di Warhol. Da esso venne incoraggiata a unirsi, nel 1966, ai The Velvet Underground, rock band di cui l'artista aveva intenzione di produrre un album.
Insieme ai The Velvet Underground, Nico pubblicò il primo album della band, intitolato appunto The Velvet Underground & Nico, prodotto dallo stesso Warhol, che pure ne disegnò la copertina. La presenza di Nico all'interno della band fu, però, piuttosto marginale, in quanto non fu autrice di alcun brano, limitandosi solo a cantare testi scritti da Lou Reed, cantante e chitarrista della band. Con John Cale, polistrumentista della band, strinse, comunque, un buon legame, coinvolgendolo nella produzione dei suoi album da solista.
Nel 1975, a proposito del suo rapporto con gli altri membri della band, disse: I Velvet Underground avevano alcuni problemi di identità e volevano sbarazzarsi di me perché ricevevo più attenzione di loro da parte della stampa.
 Già nel 1968, prima della pubblicazione del secondo album White Light/White Heat, Nico era uscita dalla band. Nel 1967 aveva conosciuto Jim Morrison, cantante dei Doors, con cui aveva avuto probabilmente una relazione sentimentale e che l'aveva incoraggiata a cimentarsi nella scrittura di musica propria.

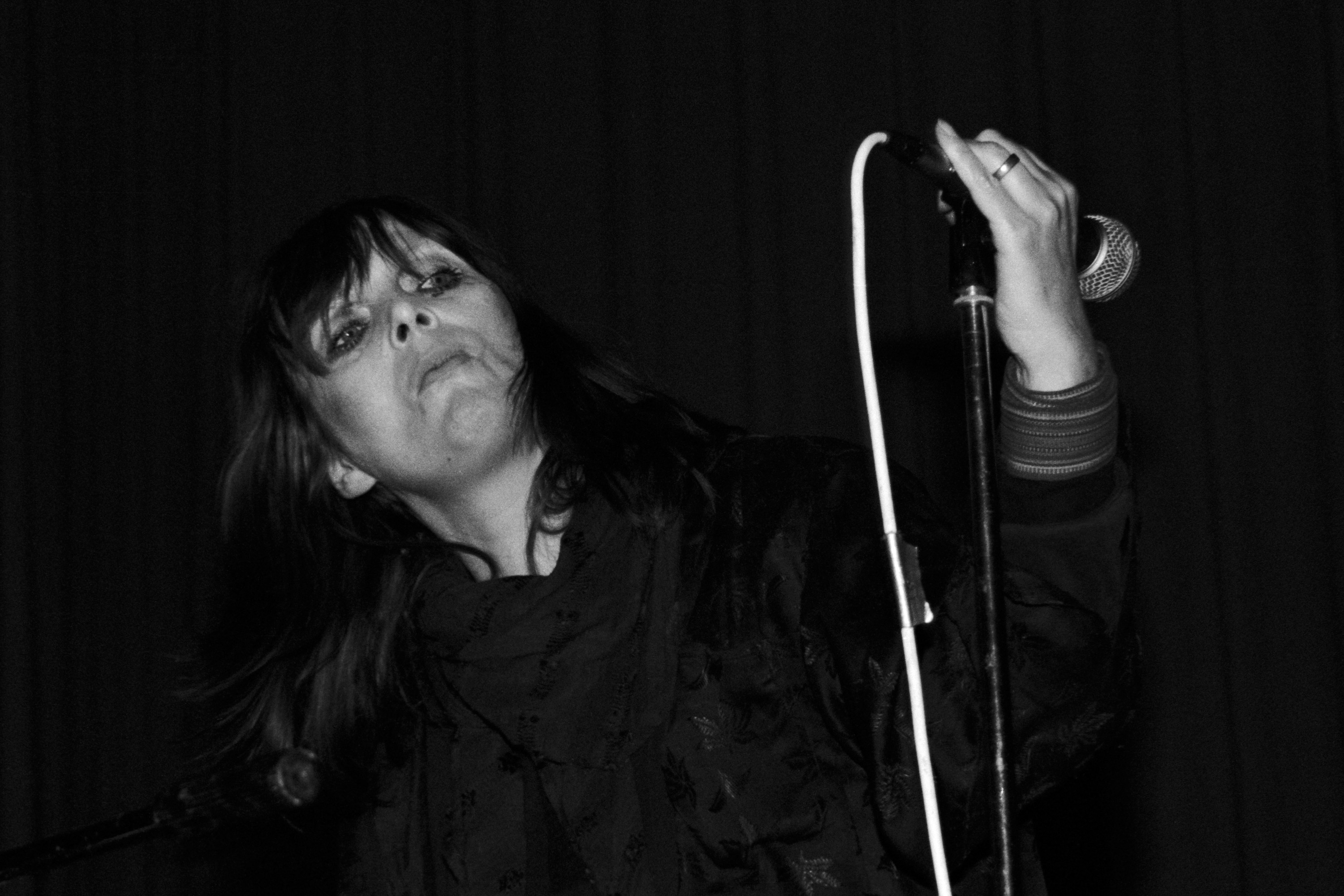
Nico durante il suo concerto alla Lampeter University nel novembre del 1985

### Carriera solista
A quel punto, decise di continuare la carriera musicale come solista, registrando diversi album, senza, però, mai raggiungere i successi ottenuti insieme al gruppo. Il primo disco pubblicato fu Chelsea Girl del 1967, colonna sonora per un omonimo film di Warhol, contenente, in realtà, brani scritti da Lou Reed, John Cale e Jackson Browne.
Il primo disco scritto interamente da lei fu The Marble Index, album che propone un'originale commistione di elementi folk, musica classica e testi drammatici.
Nel 1970, uscì Desertshore, ampiamente considerato dalla critica come il capolavoro dell'artista, nonché anticipatore del genere gothic rock. Nel 1969, aveva conosciuto il regista Philippe Garrel, per cui recitò in diversi film, oltre a partecipare alla scrittura della sceneggiatura de La cicatrice Intérieure, e con cui strinse una relazione amorosa durata una decina d'anni. Del 1974 è invece The End, album che, oltre a contenere una reinterpretazione dell'omonimo brano dei The Doors, presenta una versione allucinata e dissonante dell'inno nazionale tedesco.
Il 1 giugno 1974 partecipa al concerto al Rainbow Theatre di Londra con John Cale, Kevin Ayers, Robert Wyatt, Brian Eno, Mike Oldfield, da cui viene tratto il disco omonimo.
Gli anni ottanta furono un periodo piuttosto difficile, anche per problemi di tossicodipendenza.
 Dopo sette anni di inattività, nel 1981 uscì Drama of Exile, seguito nel 1985 da Camera Obscura, ultimo album dell'artista. I suoi dischi cominciarono ad avere successo e ad essere apprezzati, soprattutto nell'ambiente punk degli anni ottanta.

### Tossicodipendenza
Nico fece uso di eroina per oltre quindici anni. Nel libro Songs They Never Play on the Radio scritto da James Young, membro della sua band negli anni ottanta, si riportano molti episodi del comportamento inquietante di Nico a causa della "schiacciante" dipendenza; del resto, la stessa Nico raccontava di non aver mai assunto eroina nel periodo dei Velvet Underground e della Factory di Warhol, ma di aver iniziato a bucarsi durante la sua relazione con Philippe Garrel negli anni settanta. Lei stessa iniziò il figlio al consumo di eroina che ne causò il ricovero in ospedale. Poco prima della sua morte, Nico smise di usare eroina e cominciò la terapia sostitutiva col metadone, la pratica quotidiana della bicicletta ed un'alimentazione sana.

### La morte

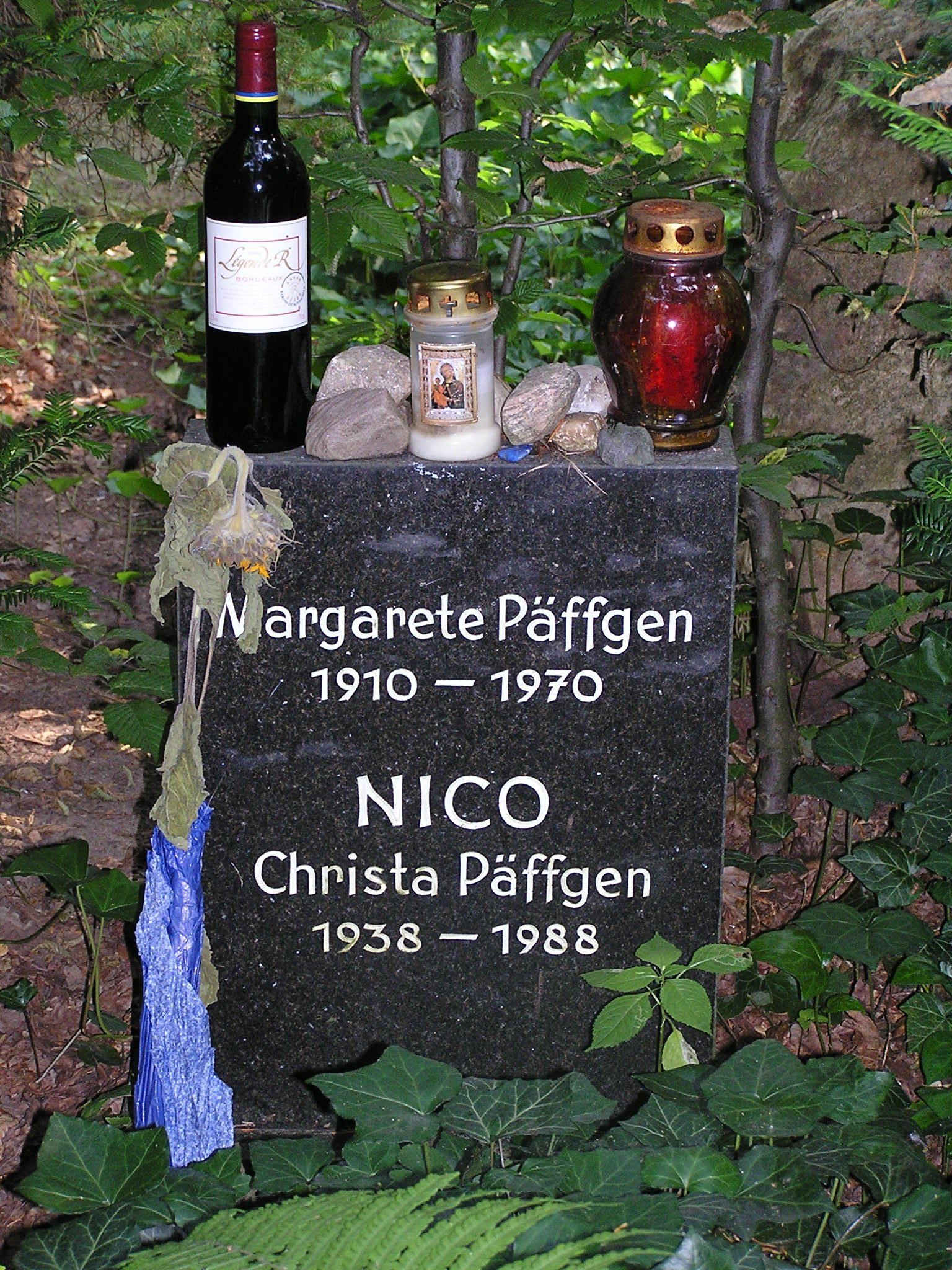
La tomba di Nico al Friedhof Grunewald-Forst di Berlino

Domenica 17 luglio 1988, mentre con il figlio si trovava in vacanza a Ibiza alloggiando in affitto in un cottage in collina, uscita di casa in bicicletta sulla strada in discesa ebbe una caduta. Soccorsa da un tassista di passaggio, era cosciente, ma incapace di parlare; venne rifiutata da due ospedali, mandata via dal terzo in quanto creduta vittima di semplice insolazione, ed infine - dopo le insistenze del tassista - venne accettata all'unico ospedale rimasto: l'Hospital Can Misses. Anche qui fu dapprima erroneamente curata dal personale infermieristico per insolazione, mentre si trattava invece di emorragia cerebrale, diagnosticata dal medico che la visitò soltanto la mattina seguente, lunedì 18, giorno in cui morì la sera.
(Christian Aaron Boulogne, all'anagrafe Ari Päffgen, figlio di Nico)
Dopo che Ari trovò espressa sul suo diario la volontà di essere cremata, giunsero ad Ibiza i musicisti Lutz Ulbrich e Ulrich Wolff con il manager Alan Wise, e tentarono di farla cremare in loco, ma ciò si rivelò impossibile per una cittadina straniera. Fecero richiesta a Barcellona, ma sarebbe stata cremata soltanto dopo due settimane. Il corpo venne infine inviato a Berlino e finalmente cremato; l'urna cineraria martedì 16 agosto, quasi un mese dopo la morte, venne sepolta al cimitero Grunewald-Forst di Berlino, nella stessa tomba della madre.

## Discografia

### Album in studio
- 1967 – The Velvet Underground & Nico (Verve Records)
- 1967 – Chelsea Girl (Verve Records)
- 1969 – The Marble Index (Elektra Records)
- 1970 – Desertshore (Reprise Records)
- 1974 – The End... (Island Records)
- 1981 – Drama of Exile (Aura Records)
- 1985 – Camera Obscura (Beggars Banquet Records)

### Album dal vivo
- 1974 – June 1, 1974 (Island Records)
- 1982 – Do or Die: Diary 1982 (ROIR)
- 1985 – Behind the Iron Curtain (Dojo Records)
- 1986 – Live Heroes (Performance Records)
- 1990 – Hanging Gardens (Restless Records)
- 1994 – Chelsea Girl/Live (Cleopatra Records)
- 1995 – Heroine (Cherry Red Records)
- 2000 – Nico's Last Concert: Fata Morgana (SPV)
- 2003 – All Tomorrow's Parties (Cleopatra Records)
- 2021 - Live in London 85 (PopArt)

### Raccolte
- 1998 – Nico: The Classic Years (Island Records)
- 2002 – Reich Der Träume - Raritaten Teil I (Faust Records)
- 2002 – Walpurgis-Nacht - Raritaten Teil II (Faust Records)
- 2002 – Innocent and Vain: an Introduction to Nico (Polydor Records)
- 2003 – Femme Fatale: The Aura Anthology (Castle Music Ltd.)
- 2007 – The Frozen Borderline - 1968-1970 (Rhino Records)

## Filmografia

### Attrice
- La tempesta, regia di Alberto Lattuada (1958)
- Come prima (For the First Time), regia di Rudolph Maté (1959)
- La dolce vita, regia di Federico Fellini (1960)
- Quello che spara per primo (Un nommé La Rocca), regia di Jean Becker (1961)
- Una ragazza nuda (Strip-tease), regia di Jacques Poitrenaud (1963)
- Castelli di sabbia (The Sandpiper), regia di Vincente Minnelli (1965)
- Nico/Antoine, regia di Andy Warhol (1966)
- The Closet, regia di Andy Warhol (1966)
- Chelsea Girls, regia di Andy Warhol (1966)
- Sunset, regia di Andy Warhol (1967)
- I, a Man, regia di Paul Morrissey e Andy Warhol
- Imitation of Christ, regia di Andy Warhol (1967)
- Cleopatra, regia di Michel Auder (1970)
- La cicatrice intérieure, regia di Philippe Garrel (1972)
- Athanor, regia di Philippe Garrel (1972)
- Les Hautes Solitudes, regia di Philippe Garrel (1974)
- Un matto due matti tutti matti, regia di Philippe Clair (1974)
- Un ange passe, regia di Philippe Garrel (1975)
- Le Berceau de cristal, regia di Philippe Garrel (1976)
- Voyage au jardin des morts, regia di Philippe Garrel (1978)
- La vraie histoire de Gérard Lechômeur, regia di Joaquín Lledó (1979)
- Le Bleu des origines, regia di Philippe Garrel (1979)
- L'interview, regia di Sylvain Roumette (1986)
- Ballhaus Barmbek, regia di Christel Buschmann (1988)

### Co-sceneggiatrice
- 1972 - La cicatrice intérieure di Philippe Garrel

## Omaggi
- Dopo aver letto una sua biografia, Marianne Faithfull le dedica la canzone Song for Nico (scritta con Dave Stewart) contenuta nell'album Kissin Time (2002), definendo il pezzo: "una delle migliori cose che io abbia mai scritto".[senza fonte]
- I suoi ultimi anni di vita sono stati raccontanti nel film Nico, 1988 diretto da Susanna Nicchiarelli in cui il ruolo della cantante è interpretato dall'attrice danese Trine Dyrholm.[17]